# Atractus mariselae
Atractus mariselae là một loài rắn trong họ Colubridae. Loài này được Lancini mô tả khoa học đầu tiên năm 1969.